# Pielamund
In Pielamund, einer Ortslage an der Mündung der Pielach in die Donau, wurden bedeutende archäologische Funde gemacht.

## Vorgeschichte
Nachdem die Sparkasse Melk schon im Jahr 1871 den St. Pöltner Zivilingenieur Eduard Egger mit Vorarbeiten für eine Überquerung der Donau bei Melk beauftragt hatte, wurde in den späten 1960ern die heutige Donaubrücke Melk projektiert, errichtet und 1972 für den Straßenverkehr freigegeben. Die gewählte Position der Brücke schien von besonderem Interesse, da früher dort nicht nur eine Schnurkeramik-Kreuzfußschüssel aus der Jungsteinzeit, sondern auch der Griff eines Bronzeschwertes aufgefunden wurde.

## Ausgrabungen
Vor der Errichtung des rechten Widerlagers der Brücke wurde daher im Rahmen von Sondierungen der Bereich um das Felsplateau planmäßig untersucht. Neben steinzeitlichen Knochenpfriemen und Keramikbruchstücken konnten 30 bronzezeitliche Hockergräber mit Schmuck- und Keramikbeigaben lokalisiert werden, weiters römische Münzen und Scherben aus Terra Sigillata ergraben sowie das Fundament eines römischen Wachturmes freigelegt werden, von dem ein in den Fels gehauener Weg zur Pielach führte, womit die menschliche Anwesenheit in Pielamund über Jahrtausende hinweg nachgewiesen werden konnte.
Die erste historische Nennung von Pielamund erfolgte 1135 als Pilahegimundie. Damals bestand hier eine Taverne mit einer einfachen Personenfähre über die Pielach; letzter Gastwirt war der 1957 verstorbene Johann Traunfellner. Fuhrwerke benutzten früher eine Furt und später eine Brücke bei der Herrenmühle, um zum anderen Ufer zu gelangen, bis 1836 die heutige Straße mit einer Brücke über die Pielach nahe der Mündung errichtet wurde.